# Maestro di Cesi
Maestro di Cesi (Roma, XIII secolo – Roma, XIV secolo) è stato un pittore italiano.

## Biografia

### Il dossale di Cesi: gli storici dell'arte
Con la denominazione di Maestro di Cesi si indica l'artista romano anonimo che realizzò il pregevole dossale con la Madonna in trono tra Angeli e dieci Apostoli (1308), che si trova a Cesi, comune di Terni (Umbria), ora nel Museo Parrocchiale.
Questo bel dipinto lo storico dell'arte finlandese Osvald Sirén pensava di attribuirlo a Giuliano da Rimini, avendo notato elementi di somiglianza con il dossale di Urbania (1307), ma già nel 1923 lo storico dei Paesi Bassi Raimond van Marle accostò l'opera all'arte romano-assisiate di Pietro Cavallini; lo storico statunitense Edward B. Garrison lo inserì nel filone della pittura del Nord dell'Umbria, ossia Assisi-Perugia, riscontrando affinità con il dossale nella chiesa di Ponte a Cerreto di Spoleto.
Lo storico Giovanni Previtali (1961) ha poi rintracciato una parte della carriera artistica del Maestro di Cesi nell'autore di un dossale del Museo di Saint-Jean-Cap-Ferrat, proveniente dalla Collezione Ephrussi (oggi in deposito presso il Musée Marmottan Monet di Parigi), con Madonna Assunta, Cristo, Angeli e Apostoli e, negli sportelli Storie di Maria, di probabile derivazione umbra.
Le particolari e pregevoli qualità iconografiche delle Storie della vita di Maria Verginesono ricavate dalla raccolta di vite di santi Legenda Aurea del frate domenicano e agiografo Jacopo da Varazze; la presenza di san Dionigi pone il dipinto in collegamento con l'agiografia francese.

### Stile e influenze
La cultura del Maestro di Cesi è fondamentalmente assisiate, risalente agli ultimi decenni del Duecento, tipica di quell'ambiente in cui pittori fiorentini, senesi, umbri e romani si mescolarono in una particolare atmosfera di simbiosi.
Il Maestro di Cesi evidenziò influenze di Cimabue, oltre che accenti già illusionistici, quali erano comparsi ne Le Storie di Isacco del giovane Giotto; l'artista è stato sicuramente presente tra il 1280 e il 1290 durante gli anni di crisi tra i pittori che lavoravano ad Assisi.
Il Maestro di Cesi ha somiglianze culturali, anche di formazione, ma non stilistiche col Filippo Rusuti e la Scuola romana di pittura, anche se è da menzionare il collegamento del dossale 
di Saint-Jean-Cap-Ferrat alla presenza di Rusuti in Francia, proprio in quegli anni, al seguito di Filippo IV di Francia.

### Madonna con Bambino in trono con Agostino e santi
Un'altra opera realizzata dal Maestro di Cesi è la Madonna con Bambino in trono con Agostino e santi, esposta alla Galleria nazionale dell'Umbria di Perugia.
La tavola è un altarolo portatile composta da numerose scene, tra cui sono riconoscibili al centro una Madonna con Bambino in trono, Sant'Anna e Maria Vergine bambina in trono, San Paolo e san Pietro, San Giovanni Gualberto e un angelo, Santa Caterina d'Alessandria e santa Cecilia, San Giovanni Battista e san Lorenzo, Sant'Agostino e san Sperandeo, San Giacomo e un santo apostolo, l'Orazione di Cristo nell'orto di Gethsemani, la Crocifissione di Cristo e Santi.

### IlTritticoe ilCrocifisso
Le altre due opere che sono attribuite al Maestro di Cesi sono state entrambe dipinte per un convento di suore a Spoleto.
Il Trittico con Incoronazione della Vergine (Museo Marmottan Monet di Parigi), datato inizio del XIV secolo, proveniente da Santa Maria della Stella di Spoleto, è costituito da un pannello centrale raffigurante l'Assunzione della Vergine in cui Cristo abbraccia sua madre mentre ascendono al cielo sospinti dagli angeli. Questa rappresentazione è accostabile all'affresco di Cimabue nella chiesa superiore di San Francesco, in Assisi.
L'ultima opera attribuita al Maestro di Cesi è il Crocifisso con Christus triumphans dipinto (Museo del Ducato di Spoleto), in origine nel convento dei Santi Stefano e Tommaso a Spoleto, caratterizzata per la presenza della Vergine e di san Giovanni Evangelista ai lati, che raccolgono il sangue di Cristo e di santi ed apostoli che si inginocchiano ai suoi piedi.

## Opere principali
- Assunzione della Madonna;
- Storie della vita di Maria Vergine;
- Commissione all'angelo;
- Annuncio del transito della Madonna;
- Congedo della Madonna da san Giovanni Evangelista;
- Commiato degli apostoli dalla Madonna;
- Agonia della Madonna;
- Transito della Madonna;
- Funerali della Madonna;
- Sepoltura della Madonna;
- Madonna con Bambino in trono con Agostino e santi;
- Crocifisso con Christus triumphans;